# Ilex costata
Ilex costata är en järneksväxtart som beskrevs av Carl Ludwig von Blume och Friedrich Anton Wilhelm Miquel. Ilex costata ingår i släktet järnekar, och familjen järneksväxter. Inga underarter finns listade i Catalogue of Life.